# Unitatis Redintegratio
Unitatis Redintegratio ("Restaurazione dell'Unità") è un decreto della Chiesa cattolica sull'ecumenismo, approvato con 2137 voti a favore e 11 contrari dal Concilio Vaticano II e, solennemente promulgato il 21 novembre 1964 da papa Paolo VI.
Il documento dichiara come uno dei principali compiti del concilio "promuovere il ristabilimento dell'unità tra tutti i cristiani".

## Schema del documento
Tra parentesi si indica la corrispondente numerazione interna del documento.
- Proemio (1)
- Capitolo I: Principi cattolici sull'ecumenismo
  -     - Unità e unicità della Chiesa (2)
    - Relazioni dei fratelli separati con la Chiesa cattolica (3)
    - L'ecumenismo (4)
- Capitolo II: Esercizio dell'ecumenismo
  -     - L'unione deve interessare a tutti (5)
    - La riforma della Chiesa (6)
    - La conversione del cuore (7)
    - L'unione nella preghiera (8)
    - La reciproca conoscenza (9)
    - La formazione ecumenica (10)
    - Modi di esprimere e di esporre la dottrina della fede (11)
    - La cooperazione con i fratelli separati (12)
- Capitolo III: Chiese e comunità ecclesiali separate dalla sede apostolica romana
  -     - Le varie divisioni (13)

  - I. Speciale considerazione delle Chiese orientali
    - Carattere e storia propria degli orientali (14)
    - Tradizione liturgica e spirituale degli orientali (15)
    - Disciplina degli orientali (16)
    - Carattere proprio degli orientali nell'esporre i misteri (17)
    - Conclusione (18)

  - II. Chiese e Comunità ecclesiali separate in Occidente
    - Condizione di queste comunità (19)
    - La fede in Cristo (20)
    - Studio della Sacra Scrittura (21)
    - La vita sacramentale (22)
    - La vita in Cristo (23)
    - Conclusione (24)

## Il movimento ecumenico
Il movimento ecumenico si sviluppò nel 1910 con la conferenza di Edimburgo, anche se tale movimento nacque a metà 1800 in seno alle comunità luterane. Con la bolla Mortalium animos papa Pio XI condannò ufficialmente il movimento ecumenico, il quale sarà poi oggetto di attenzione del Concilio Vaticano II, durante il quale ne verrà riconosciuta l'importanza e verrà integrato nel cammino della Chiesa..

## Dottrina
Nei capitoli iniziali del documento si riconosce la volontà di Dio che esista un'unica Chiesa, e si riconoscono le attuali divisioni, dovute "talora per colpa di uomini di entrambe le parti". Il battesimo pone comunque i fedeli di queste comunità separate, in una comunione, per quanto imperfetta, con la Chiesa cattolica, e permette che raggiungano la salvezza, nonostante gli impedimenti dovuti alle divergenze di dottrina.
Si invitano pertanto i fedeli cattolici ad un atteggiamento di fraterno rispetto e di conoscenza delle altre confessioni cristiane, prendendo inoltre esempio da esse quanto abbiano realizzato di positivo nell'ambito dei valori cristiani.
La ricerca dell'unità dei cristiani è compito di tutti i fedeli, che si realizza vivendo in conformità con il Vangelo e con la preghiera comune. Attraverso il dialogo si invita inoltre a ricercare una migliore conoscenza delle dottrine di queste comunità separate e a collaborare con loro nel campo sociale.
La divisione delle Chiese orientali avvenne in seguito alle divisioni dottrinali sorte nei concili di Efeso e di Calcedonia, e portò alla rottura della comunione tra i patriarchi orientali e la sede romana.
Dopo altri quattro secoli sorsero altre divisioni in seguito alla Riforma e sorsero diverse chiese, con grandi diversità l'una dall'altra: particolarmente vicina alla Chiesa cattolica viene considerata la "Comunione anglicana".
Delle Chiese orientali viene considerata la storia dei patriarcati, fondati dagli apostoli, i loro antichi legami con la sede romana, e i modi diversi in cui questa eredità è stata tramandata, a seconda anche delle diverse condizioni di vita. Tratti in comune sono il sacerdozio e la celebrazione dell'eucaristia.
Per le confessioni religiose nate dalla Riforma, si evidenziano, pur nella diversità dei singoli casi, la comune fede in Gesù Cristo, lo studio della Bibbia e il sacramento del battesimo.